# Ratusz w Kłodawie
Ratusz w Kłodawie – późnoklasycystyczny ratusz miejski w Kłodawie, w województwie wielkopolskim.

## Historia
Po otrzymaniu przez Kłodawę praw miejskich, wybudowano niewielki, drewniany ratusz, który wielokrotnie ulegał jednak zniszczeniom. Na prośbę mieszczan, 6 lutego 1585 roku, król Stefan Batory zezwolił na wybudowanie nowego ratusza. Nowy budynek również został wzniesiony z drewna, posiadał także piwnicę, przeznaczoną na więzienie. W dolnych izbach ratusza przechowywano najważniejsze dokumenty i pieczęcie, znajdowały się tam również sklepy, na piętrze umieszczono pomieszczenia urzędowe. W 1789 roku ratusz był w tak złym stanie, że starosta Ignacy Kossowski nakazał go rozebrać. Na przełomie XVIII i XIX wieku władze miejskie nie posiadały stałej siedziby, a magistrat wynajmował lokale w prywatnych domach.
Budowa ratusza została zapoczątkowana na początku XIX wieku z rozkazu namiestnika Józefa Zajączka. Materiał do budowy pozyskano z rozebranej kolegiaty pw. św. Idziego w Kłodawie z XI wieku. W 1819 roku władze miasta zwróciły się do Komisji Rządowej Spraw Wewnętrznych i Policji z prośbą o pomoc w budowie ratusza, pierwsze kosztorysy wyliczono na ponad 14 126 złotych. Z powodu trudności ze znalezieniem odpowiedniej działki, Komisja Rządowa wysłała na wizytację do Kłodawy Rajmunda Rembielińskiego, który zasugerował usytuowanie ratusza na placu rządowym na rogu kłodawskiego rynku. Projekt ratusza sporządził Hilary Szpilowski, a budowa kosztować miała 10 895 złotych. Z powodu trudności ze znalezieniem chętnego wykonawcy, Komisja Wojewódzka wezwała do podjęcia działań budowniczego Szpilwerka, a gdy ten odmówił, Jana Trautzalta. Szpilwerk ostatecznie jednak także brał udział w pracach.
Wiosną 1821 roku okazało się, że budowa doprowadziła do zwężenia głównej ulicy miasta, na co uwagę zwróciła Dyrekcja Generalna Dróg i Mostów. Ostatecznie jednak, 31 lipca tego samego roku pozwolono na kontynuowanie budowy. Budowę zakończono najprawdopodobniej na początku 1823 roku. Ratusz został wybudowany w stylu późnoklasycystycznym. Budynek posiada czterospadowy dach kryty dachówkami, wybudowany jest na rzucie zbliżonym do kwadratu. Przy wejściu głównym znajduje się portyk. W 1833 roku konieczny był remont ratusza, kolejny przeprowadzono także w 1856 roku. 
W latach 20. XX wieku nad głównym wejściem dobudowano balkon. W 1937 roku dokonano gruntownego remontu i przebudowy budynku, podczas którego wykonano nadbudówkę. Na budynku umieszczono także herb miasta i napis „Zarząd m. Kłodawy”. W 1980 roku urząd miejski przeniósł się do nowej siedziby przy ulicy Dąbskiej, następnie, od 1982 roku, w ratuszu mieścił się komisariat Milicji Obywatelskiej, a później Policji. Z powodu postępującej degradacji budynku, w 2013 roku został przez dziennikarzy określony jako najgorszy komisariat w Wielkopolsce i jeden z najgorszych komisariatów w Polsce. W 2015 roku komisariat policji przeniesiono do nowej siedziby.
W 2019 roku budynek przejęła na własność gmina Kłodawa. W latach 2021–2022 dokonano kapitalnego remontu budynku, od tego czasu w budynku mieści się siedziba Urzędu Stanu Cywilnego, Wydziału Spraw Obywatelskich oraz sala ślubów.